# LaLa
Pour les articles homonymes, voir Lala.
LaLa est un magazine de prépublication de mangas mensuel de type shōjo publié par Hakusensha depuis 1976. Il sort le 24 de chaque mois.

## Histoire
LaLa paraît pour la première fois en 1976 et sort alors une fois tous les deux mois en supplément du magazine Hana to Yume. Il est ensuite publié seul une fois par mois et se consacre à des œuvres jugées plus matures que celles publiées dans le Hana to Yume.
Des dessinateurs comme Yasuko Aoike, auteur de Eroika Ai Yori kometer débuté en 1976, Suzue Miuchi, qui travaille sur Glass no Kamen, Mineko Yamada et Keiko Takemiya, auteur de Kaze to Ki no Uta, ont commencé à travailler pour LaLa à la fin des années 1970 et ont créé de nombreuses séries pour le magazine.
LaLa devient populaire au Japon grâce à la publication entre 1978 et 1987 du manga Wata no kuni hoshi de Yumiko Ōshima, récompensé par le Prix du manga Kōdansha.
Toshie Kihara y publie entre 1977 à 1984, l'un de ses mangas, Mari to Shingo (elle y décrit l'amitié entre deux jeunes bishōnen en Europe qui en raison de la première guerre mondiale, fuient en Suisse et vont ensuite être séparés à cause du tremblement de terre de Kantō de 1923). Entre 1979 et 1985, LaLa publie Basil-uji no yūga na seikatsu de Yasuko Sakata qui raconte avec humour la vie quotidienne d'un noble au XIXe siècle.
De 1980 à 1984, Ryōko Yamagishi y publie son manga récompensé par le Prix du manga Kōdansha en 1983, Hi izuru Tokoro no Tenshi, qui traite du bouddhisme, du salut et de l'amour avec comme personnage le prince Shōtoku (574–622).
En 1983, le magazine atteint les 400 000 exemplaires vendus.
Jusqu'en 1993, Cipher de Minako Narita, Mikan Enikki de Miwa Abiko et So What ? de Megumi Wakatsuki sont les plus grands succès du magazine, assurant les 350 000 à 400 000 exemplaires vendus par an.
Comme la plupart des magazines de mangas, le tirage chute ensuite au cours des années 1990.
En 2000, 200 000 exemplaires sont vendus. Dans le même temps, le magazine Hana to Yume dépasse les 300 000 exemplaires.
Les plus gros succès de LaLa au début des années 2000 sont Kare Kano, une romance de Masami Tsuda et Princesse Kaguya, un manga de science fiction de Reiko Shimizu. Les mangas Vampire Knight de Matsuri Hino et Ouran High School Host Club de Bisco Hatori en cours de prépublication dans le magazine sont de grands succès commerciaux au Japon.
Un sondage effectué par Oricon en 2006 place le magazine en 6e position des magazines préférés des jeunes adolescentes derrière le Weekly Shōnen Jump, Cookie, Bessatsu Margaret, Hana to yume et Weekly Shōnen Magazine.
Les thèmes et styles des œuvres publiés dans LaLa sont variés. Ainsi, dans Mekakushi no Kuni de Sakura Tsukuba qui parait de 2000 à 2004, il est question d'une fille avec des pouvoirs de voyance ; Venus in Love de Yuki Nakaji est une comédie romantique ; dans Fun fun factory de Yoshitomo Watanabe publié de 2000 à 2002, une jeune fille est possédée par une méchante sorcière et cherche à s'en débarrasser ; Harukanaru toki no naka de de Tooko Mizuno publié de 2000 à 2006 est un manga de fantasy qui raconte l'histoire d'une jeune fille qui voyage dans un monde parallèle ressemblant à l'époque de Heian ; Vampire Knight de Matsuri Hino, des humains et des vampires se côtoient dans une école.

## Mangas prépubliés

### Séries terminées
- 23:00 de Tomo Matsumoto (2001)
- 100 man pound no ai (100万ポンドの愛?) de Reiko Shimizu (1984)
- Beauty Honey (ビューティー ハニー?) de Tomo Matsumoto (2006-2009)
- Bijo ga yaju (美女が野獣?) de Tomo Matsumoto (2002-2004)
- Chotto edo made (ちょっと江戸まで?) de Masami Tsuda (2008-2011)
- Cynical hysterie hour (シニカル・ヒステリー・アワー, Shinikaru hisuterī awā?) de Kiriko Kubo (1984-1995)
- Dear school gang leader (あぁ愛しの番長さま`, Aa! Itoshi no Banchō-sama?) de Fujikata Mayu (2006)
- Dēmon Sakurīdo (デーモン聖典?) de Natsumi Itsuki (2003-2007)
- Eensy-weensy monster (『eensy-weensy モンスター』?) de Masami Tsuda (2006-2008)
- Eikaiwa school war (英会話スクールウォーズ?) de Tomo Matsumoto (2005-2006)
- Elle et lui (彼氏彼女の事情, Kareshi kanojo no jijō?) de Masami Tsuda (1995-2005)
- Faster than a kiss (キスよりも早く, Kisu yori mo Hayaku?) de Meca Tanaka (2007-2012)
- Fun fun factory (Funfun工房?) de Yoshitomo Watanabe (2001-2003)
- Gertrude no recipe (ガートルードのレシピ?) de Nari Kusakawa (2001-2003)
- Gin-iro Ehon (銀色絵本?) de Kyōko Hikawa (1984-1985)
- Hanasakeru Seishōnen (花咲ける青少年?) de Natsumi Itsuki (1987-1994)
- Haru wo Matsukoro (春を待つころ?) de Kyōko Hikawa (1979-1980)
- Harukanaru toki no naka de (遙かなる時空の中で?) de Tooko Mizuno (2000-2010)
- Hinoko (ヒノコ?) de Masami Tsuda (2012-2017)
- Host Club (桜蘭高校ホスト部, Ōran kōkō Host club?) de Bisco Hatori (2003-2010)
- Jikan wo tomete matteite (時間をとめて待っていて?) de Kyōko Hikawa (1985-1988)
- Jū ō sei (獣王星?) de Natsumi Itsuki (1998-2003)
- Kanata Kara (彼方から?) de Kyōko Hikawa (1992-2003)
- Kiss (キス?) de Tomo Matsumoto (1996-2001)
- Kono Kyouai wa Tensai desu (この凶愛は天災です?) de Mitsuru Yumeki (2020-2022)
- Koya no tenshi domo (荒野の天使ども?) de Kyōko Hikawa (1983-1984)
- La Corda d'Oro (金色のコルダ, Kin'iro no Corda?) de Yuki Kure (2004-2011)
- Magic de Reiko Shimizu (1997)
- Maid Sama! (会長はメイド様!, Kaichō wa Maid-sama!?) de Hiro Fujiwara (2005-2014)
- Mayonaka o sugite mo (真夜中をすぎても?) de Miwa Abiko (1985)
- Mekakushi no kuni (目隠しの国?) de Sakura Tsukuba (1998-2004)
- Meru Puri (めるぷり メルヘン☆プリンス, MeruPuri: Meruhen Purinsu?) de Matsuri Hino (2002-2004)
- Mikan Enikki (みかん・絵日記?) de Miwa Abiko (1987-1994)
- Milky way (ミルキーウェイ?) de Reiko Shimizu (1986)
- My Fair Honey Boy (水玉ハニーボーイ, Mizutama Honey Boy?) de Junko Ike (2014-2019)
- Momoko Manual (桃子マニュアル?) de Yutaka Tachibana (2005-2006)
- Ôkami Heika no Hanayome (狼陛下の花嫁?) de Mato Kauta (2009-2018)
- Okojo-san (オコジョさん?) de Ayumi Uno (1996-2005)
- Onī-chan to Issho (お兄ちゃんと一緒?) de Hari Tokeino (2003-2009)
- Otogimoyō Ayanishiki (お伽もよう綾にしき?) de Kyōko Hikawa (2005)
- Oz (オズ?) de Natsumi Itsuki (1990-1992)
- Pao, yume no tamatebako (パオ・夢の玉手箱?) de Miwa Abiko (1991-1992)
- Papillon (パピヨン?) de Reiko Shimizu (1994)
- Pastel Kibun (パステル気分?) de Kyōko Hikawa (1981-1982)
- Penguin Kakumei (ペンギン革命?) de Sakura Tsukuba (2005-2007)
- Ppoi! (っポイ!?) de Takako Yamazaki (1992-2010)
- Princesse Kaguya (輝夜姫, Kaguyahime?) de Reiko Shimizu (1994-2005)
- Ryū no hanawazurai (龍の花わずらい?) de Nari Kusakawa (2006-2009)
- Ryū no nemuru hoshi (竜の眠る星?) de Reiko Shimizu (1987)
- Sabaku no Harem (砂漠のハレム?) de Mitsuru Yumeki (2014-2019)
- Sailor fuku ni onegai! (セーラー服にお願い！?) de Meca Tanaka (2005-2006)
- Sakura no sono (櫻の園?) de Akimi Yoshida (1985-1986)
- Sennen no yuki (千年の雪?) de Bisco Hatori (2001-2002)
- Shinigami no ballad (しにがみのバラッド。, Shinigami no Baraddo.?) de K-Ske Hasegawa (2005-2007)
- Sora no Yôsei (ソラの妖精?) de Junko Ike (2014)
- Sorenari ni romantic (それなりにロマンチック?) de Kyōko Hikawa (1989)
- Tennen pearl pink (天然パールピンク?) de Meca Tanaka (2002-2004)
- Tennyo Raishū (天女来襲?) de Reiko Shimizu (1985)
- Tenshi no furubi (天使の降る日?) de Miwa Abiko (1983-1984)
- Tora to chameleon (トラとカメレオン?) de Masami Tsuda (1994)
- Toshokan Sensō: love & war (図書館戦争 LOVE＆WAR?) de Hiro Arikawa (2007-2015)
- Tsubakizaka tricolore (椿坂トリコロール, Tsubakisaka torikorōru?) de Junko Ike (2013)
- Tsuki no ko (月の子?) de Reiko Shimizu (1988-1993)
- Uso Kano (うそカノ?) de Mikase Hayashi (2012-2018)
- Vampire Knight (ヴァンパイア騎士, Banpaia Naito?) de Matsuri Hino (2005-2013)
- Venus wa kataomoi - Le grand amour de Vénus (ビーナスは片想い, Venus Wa Kataomoi?) de Yuki Nakaji (1999-2004)
- Wanted de Matsuri Hino (2005)
- Wild cats (野貓 WILD CATS?) de Reiko Shimizu (2000)
- Yume no shiro (夢の城?) de Masami Tsuda (1998)
- Yume no tsuzuki (夢のつづき?) de Reiko Shimizu (1988)

### Séries en cours
- Baby-sitters (学園ベビーシッターズ, Gakuen babysitters?) de Hari Tokeino (2010-en cours)
- Kyou Kanoko (京・かのこ?) de Yuki Nakaji (2014-en cours)

- Le Pacte des Yōkai (夏目友人帳, Natsume Yūjin-Chō?) de Yuki Midorikawa (2005-en cours)
- Shi ni Modori Reijô no Lucetta (死に戻り令嬢のルチェッタ?) de Shinobu Amano (2022-en cours)
- Shio no Machi (塩の街?) de Hiro Arikawa (2021-en cours)
- Shirayuki aux cheveux rouges (赤髪の白雪姫, Akagami no Shirayuki?) de Sorata Akizuki (2007-en cours)
- Soredemo Otôto wa Koishitagaru (それでも弟は恋したがる?) de Mikase Hayashi (2022-en cours)
- Suenagaku Yoroshiku Onegaishimasu (末永くよろしくお願いします?) de Junko Ike (2020-en cours)